# Paul Hundius

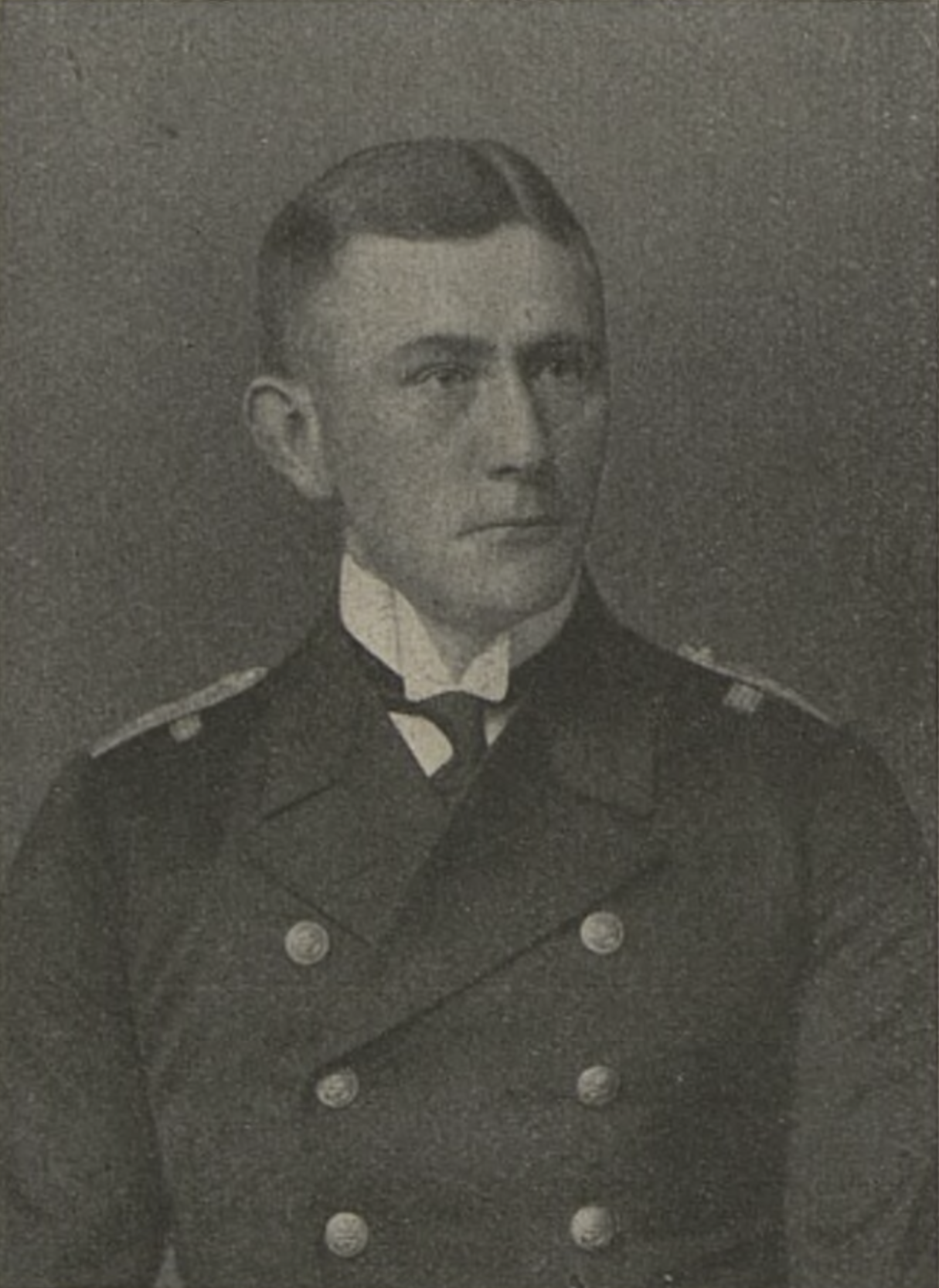
Paul Hundius (1918)

Paul Hundius (* 2. Februar 1889 in Gera; † 16. September 1918 im Ärmelkanal) war ein deutscher Kapitänleutnant. Er gehörte zu den erfolgreichsten U-Boot-Kommandanten während des Ersten Weltkrieges.

## Leben
Der als Sohn eines Gymnasialprofessors geborene Hundius trat am 3. April 1907 in die Kaiserliche Marine ein und erhielt zunächst seine Grundausbildung auf dem Schulschiff Moltke. Dann absolvierte er vom 1. April 1908 bis 30. September 1909 die Marineschule Kiel, wo er zwischenzeitlich am 21. April 1908 zum Fähnrich zur See ernannt wurde.  Anschließend erfolgte seine Versetzung auf das Linienschiff Pommern. Dort erhielt Hundius am 28. September 1910 sein Offizierspatent als Leutnant zur See. Für ein Jahr versah er dann Dienst an Bord des Großen Kreuzers Hansa und kam im März 1912 als Wachoffizier auf das Linienschiff Lothringen. Hier folgte am 27. September 1913 seine Beförderung zum Oberleutnant zur See.
Hundius verblieb mit Ausbruch des Ersten Weltkriegs weiterhin an Bord des Linienschiffes und meldete sich im Juli 1915 freiwillig zur U-Boot-Waffe. Zunächst stand er zur Verfügung der U-Boots-Abteilung, wurde als Adjutant eingesetzt und absolvierte dann von September 1915 bis 4. April 1916 eine U-Boot-Ausbildung. Am 5. April 1916 erhielt Hundius das Kommando über SM UB 16. Bis August 1916 konnte er vier Fahrzeuge mit 7.179 BRT versenken und eine Prise aufbringen. Vom 13. Oktober 1916 bis 8. Oktober 1917 war er Kommandant des Minenbootes SM UC 47 bei zehn Feindfahrten. Von seinem Stützpunkt Flandern aus, konnte er bei Operationen im Raum Flamborough Head, im Ärmelkanal, im Bristol-Kanal, im St.-Georgs-Kanal, in der Irischen See und vor Cornwall 46 Schiffe mit insgesamt 57.570 BRT, darunter den britischen Zerstörer Ghurka mit 880 ts, als Direkt- oder Minentreffer versenken.
Am 16. Juli 1917 erhielt Hundius seine Beförderung zum Kapitänleutnant und für seine Verdienste im gleichen Monat das Ritterkreuz des Königlichen Hausordens von Hohenzollern mit Schwertern. Er stellt am 18. Dezember gleichen Jahres das moderne UB-III-Boot SM UB 103 für die U-Flottille Flandern selbst in Dienst, mit dem er bei sechs Operationen im Ärmelkanal, der Irischen See, im Bristol-Kanal, im Golf von Biskaya und vor Nord-Spanien erneut 17 Schiffe mit 30.531 BRT aufbringen konnte.
Am 14. August 1918 verließ er zum letzten Mal seinen Stützpunkt in Flandern. Bereits vier Tage später erhielt Hundius als achter und letzter U-Boot-Kommandant der U-Flottille Flandern die höchste preußische Tapferkeitsauszeichnung, den Orden Pour le Mérite. Das Ende von UB-103 konnte nie vollständig geklärt werden. Wahrscheinlich ist es am 16. September 1918 auf eine Seemine gelaufen und an der Dover-Minensperre gesunken.
Hundius konnte während 20 Operationen 67 Schiffe mit zusammen 95.280 BRT sowie ein Kriegsschiff mit 880 ts versenken. Acht weitere Handelsschiffe mit rund 14.000 BRT wurden infolge von Beschädigungen zeitweise außer Dienst gestellt. Nach ihm wurde die 6. U-Flottille der deutschen Kriegsmarine im Zweiten Weltkrieg benannt.